# Xã Leesville, Quận Henry, Missouri
Xã Leesville (tiếng Anh: Leesville Township) là một xã thuộc quận Henry, tiểu bang Missouri, Hoa Kỳ. Năm 2010, dân số của xã này là 1.079 người.